# Evangelische Kirche (Litoměřice)

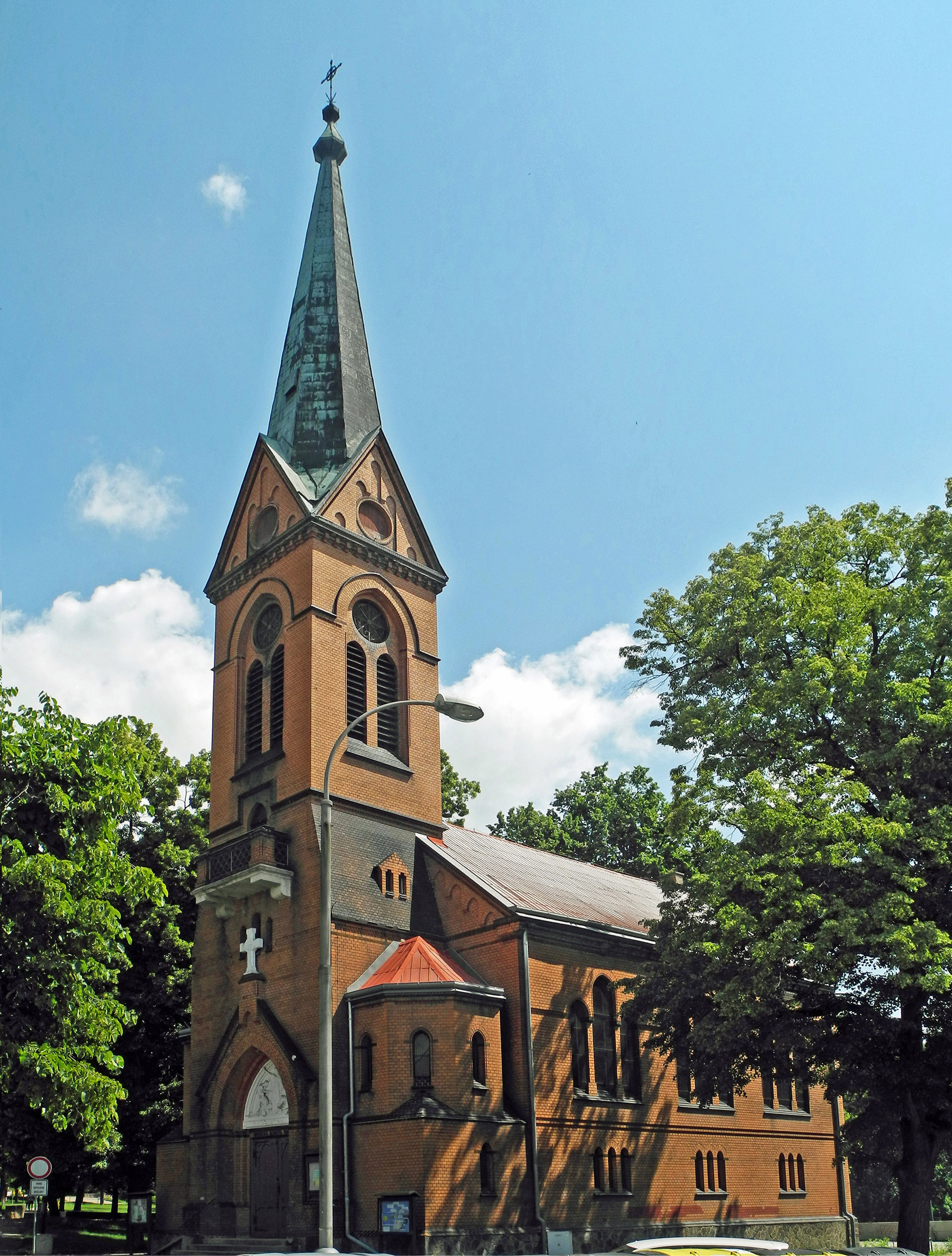
Evangelische Kirche Leitmeritz

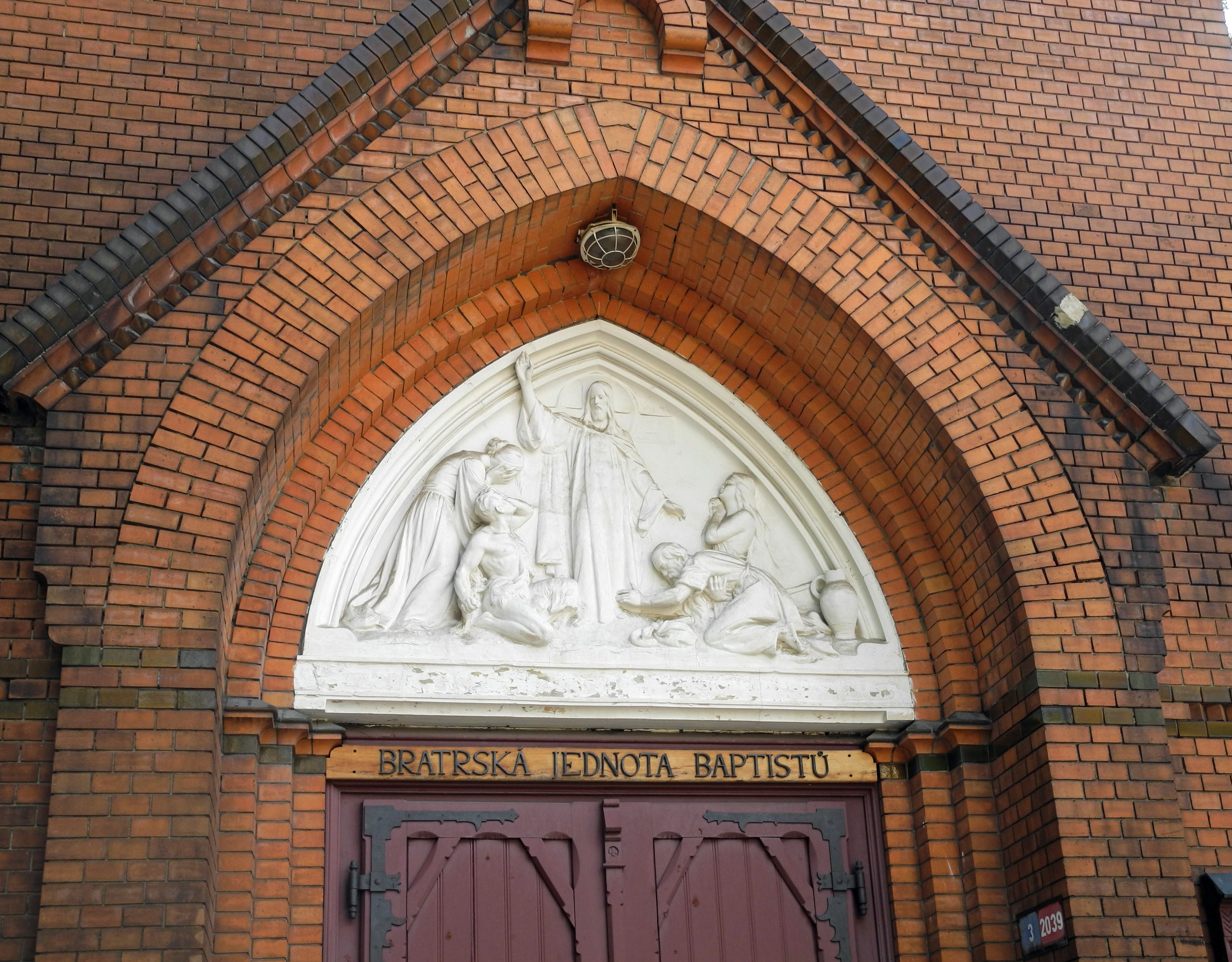
Seit 1945 Baptistenkirche

Die Evangelische Kirche war die evangelisch-lutherische Pfarrkirche von Litoměřice (deutsch  Leitmeritz) in der Aussiger Region in Nordböhmen in Tschechien. Bis 1918 gehörte sie der Evangelischen Superintendentur A. B. Westböhmen, danach der Deutschen Evangelischen Kirche in Böhmen, Mähren und Schlesien an. Seit 1945 dient sie als Kirche der örtlichen Baptistengemeinde.

## Geschichte
Die Stadt Leitmeritz spielte eine frühe wichtige Rolle in der Reformationsgeschichte. 1363 war Konrad von Waldhausen, einer der ersten Vorläufer der deutschen Hussiten, zum Pfarrer in Leitmeritz ernannt worden. Um 1500 hatten sich die Kalixtiner fest etabliert, während sich die verbliebenen Katholiken sich auf den Domhügel um St. Stephan konzentrierten. Bis zum protestantischen Ständeaufstand in Böhmen (1618) gehörte die Stadt mehrheitlich dem evangelisch-lutherischen Glauben an. Erst mit dem Beginn des Dreißigjährigen Kriegs und dem Einsetzen der Gegenreformation kam die reformatorische Bewegung in Leitmeritz zu ihrem Ende, wobei 1627 500 Personen, darunter der Leitmeritzer Rat und Literat Pavel Stránský (1583–1657), wegen ihres Glaubens die Stadt verlassen mussten. Erst die Toleranzpatente Kaiser Josephs II. ermöglichten ab 1780 wieder die Rückkehr von protestantischen Glaubensflüchtlingen sowie die städtischerseits geförderte Einwanderung protestantischer Bürger aus Sachsen und Preußen.

## Architektur
Bereits 1899 hatte der Gablonzer Architekt Arwed Thamerus, der Erbauer der Evangelischen Kirche in Deutsch-Gablonz, den Entwurf für einen evangelischen Kirchenneubau vorgelegt, den der Leipziger Architekt Paul Lange unter Wahrung von Grundriss und Fassadengestaltung überarbeitete. Nach seinem Entwurf wurde die Leitmeritzer Kirche 1901 bis 1902 als dreijochiger Saalbau mit vorgesetztem Westturm im Stil der norddeutschen Backsteingotik ausgeführt. Das Portal zeigt das Relief Jesus heilt den Gichtbrüchigen (Mk 2,1–12 ). Nach Fertigstellung des Kirchenbaus und dem Bau der evangelischen Kirche im benachbarten Lobositz, ebenfalls durch Paul Lange, wurde die Gemeinde 1906 zur selbständigen Pfarrei erhoben, der Lobositz als Filialgemeinde zugeordnet wurde.